# Grevillea pilulifera
Grevillea pilulifera är en tvåhjärtbladig växtart som först beskrevs av John Lindley, och fick sitt nu gällande namn av George Claridge Druce. Grevillea pilulifera ingår i släktet Grevillea och familjen Proteaceae. Inga underarter finns listade i Catalogue of Life.